# Fenton Robinson
Fenton Lee Robinson (Greenwood (Mississippi), 23 september 1935 – Rockford (Illinois), 25 november 1997) was een Amerikaanse blueszanger en -gitarist en vertegenwoordiger van de Chicago blues.

## Biografie
Robinson verliet het huis op 18-jarige leeftijd en verhuisde naar Memphis (Tennessee), waar hij in 1957 zijn eerste single Tennessee Woman opnam. In 1959 maakte hij zijn eerste opname van As the Years Go Passing By, later opgenomen door verschillende andere bluesartiesten. Hij vestigde zich in 1962 in Chicago. In 1967 nam hij zijn kenmerkende nummer Somebody Loan Me a Dime op voor het Palos-label, waarvan de landelijke distributie werd afgebroken door een abnormale sneeuwstorm, die Chicago trof. Een coverversie werd opgenomen door Boz Scaggs in 1969, maar het nummer werd onterecht toegeschreven en juridische gevechten volgden. Sindsdien is het een bluesstandard geworden, volgens de Encyclopedia of Blues (1997) als onderdeel van het repertoire van een van de twee bluesartiesten.
Robinson nam het nummer in 1974 opnieuw op voor het veelgeprezen album Somebody Loan Me a Dime, de eerste van drie die hij opnam voor Alligator Records. Robinson werd in 1977 genomineerd voor een Grammy Award voor de tweede, I Hear Some Blues Downstairs, die een heropname bevatte van As the Years Go Passing By.
Robinson speelde gitaar op originele opname van Texas Flood van Larry Davis. Davis werd later gitarist, maar voor Texas Flood zorgde Robinson voor de typerende gitaarpartijen, met Davis (zang, bas), de flamboyante toetsenist James Booker (piano), David Dean (tenorsaxofoon), Booker Crutchfield (baritonsaxofoon) en een onbekende drummer.
In de jaren 1970 werd Robinson gearresteerd en gevangengezet wegens onopzettelijke doodslag in verband met een auto-ongeluk. Na negen maanden voorwaardelijk bleef hij spelen in clubs in Chicago en gaf hij later gitaarles.
Zijn typerende nummer Somebody Loan Me a Dime werd gebruikt in de film The Blues Brothers. Het nummer speelde op de radio toen Jake (John Belushi) werd vervoerd en voorwaardelijk vrijgelaten.

## Overlijden
Fenton Robinson overleed in november 1997 op 62-jarige leeftijd aan de gevolgen van hersenkanker.
- Biblioteca Nacional de España: XX1538528
- Bibliothèque nationale de France: cb139565182 (data)
- Gemeinsame Normdatei: 134594231
- International Standard Name Identifier: 0000 0000 6636 3171
- Library of Congress Control Number: n84163012
- MusicBrainz: 1b943e67-ed8d-4b5c-b86c-45cc3095c77e
- Nationale Bibliotheek van Tsjechië: xx0101073
- SNAC: w6bg5kpn
- Virtual International Authority File: 26012037
- WorldCat: E39PBJfxfdVB8MPhJ98pCyBVmd